# Chiesa di San Benedetto (Gonzaga)
La chiesa di San Benedetto Abate è la parrocchiale di Gonzaga, in provincia e diocesi di Mantova; fa parte del vicariato di Sant'Anselmo.

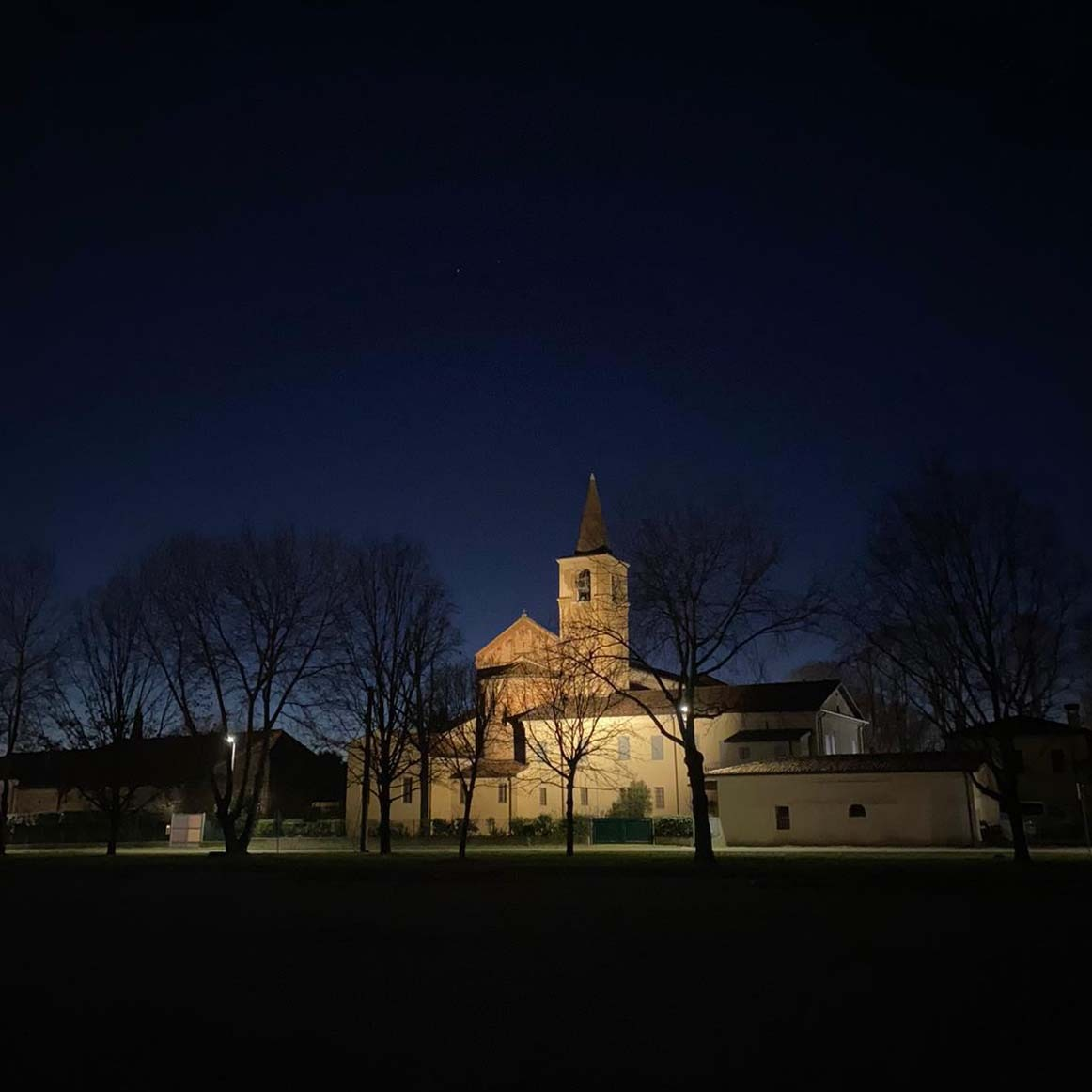
Veduta dell'abside e del campanile

## Storia
La Chiesa di San Benedetto Abate (1082-1088) fa parte delle chiese matildiche dell'Oltrepò mantovano, erette sul finire dell'XI secolo in stile romanico. Sempre per opera di Matilde, la Chiesa passò alle dipendenze del Monastero di San Benedetto in Polirone, dopo che il clero secolare era stato cacciato per cattiva condotta.
Verso la fine del Quattrocento la Chiesa fu officiata dai monaci di Polirone, trasformandosi così da chiesa monastica a chiesa parrocchiale. Nel Cinquecento l'originaria struttura romanica subì interventi di restauro, come la ricostruzione delle navate e della parte anteriore della Chiesa (1534), voluti dal canonico Francesco Recordati. La Chiesa fu in seguito arricchita da pregevoli dipinti attribuibili alla Scuola di Giulio Romano, alcuni dei quali provenienti dalla distrutta chiesa del vicino Convento di Santa Maria.
Nei secoli successivi la Chiesa subì altri interventi, come il rinnovo della copertura (seconda metà dell'Ottocento) e, più recentemente (1925), la realizzazione di una facciata in stile neoromanico.
L'edificio, come tanti altri monumenti del territorio, ha subìto gravi danni a seguito degli eventi sismici del 2012. Oggi il restauro è completo e la Chiesa è utilizzata per le funzioni religiose e, occasionalmente, per visite guidate.
Dal 9 giugno 2020, ha il titolo di Basilica minore.

## Descrizione

### Facciata
La facciata è in stile neoromanico. Per la realizzazione di essa furono eseguiti profondi lavori di restauro (1925) che portarono alla distruzione del protiro originale. Fu mantenuto intatto invece il portale cinquecentesco sottostante.

### Struttura
L'interno si sviluppa su tre navate, restaurate e ridipinte nel Cinquecento per volere di Francesco Recordati. Al contrario, mantengono l'aspetto originario della chiesa romanica (secolo XI) le tre absidi, il presbiterio e il transetto destro, dove è presente una bella bifora.
Dall'esterno è visibile l'abside centrale, decorata con archetti pensili e semicolonne in cotto di età romanica.

### Opere d'arte
La chiesa conserva alcuni dipinti cinquecenteschi di pregio, fra cui si segnalano:
- Rinaldo Mantovano, Madonna col Bambino, i santi Benedetto e Giovanni evangelista (pala dell'altare maggiore). La pala fu eseguita a partire da un disegno di Giulio Romano oggi conservato al Louvre.
- Ippolito Costa (?), Sacra Famiglia con i santi Sebastiano e Antonio da Padova (transetto destro).
- Benedetto Pagni, Madonna col Bambino, san Giovanni Battista e santa Felicita (terza cappella destra).
- Gian Francesco Tura, Natività (quinta cappella sinistra).

Altre opere d'arte conservate nella chiesa sono l'altare maggiore (1781) in marmi policromi, e l'ancona della Madonna dei Miracoli in stucco dipinto a finto marmo (fine Settecento).
Nel transetto destro è conservato un crocifisso ligneo realizzato nel secondo Quattrocento in area emiliana.
Si segnala inoltre la presenza di un interessante capitello romanico (secolo XI) rinvenuto nell'edificio, con figurazioni animali mostruose.